# Roccabascerana
Roccabascerana è un comune italiano di 2 360 abitanti della provincia di Avellino in Campania.

## Geografia fisica
Posizionato nella regione storico-geografica dell'Irpinia.
Il territorio di Roccabascerana è al confine tra le province di Avellino e Benevento. Il paese sorge a ridosso di una collina alle pendici appenniniche che dividono la Valle Caudina e la Valle del Sabato.

## Storia
Roccabascerana era denominata nel Medioevo "Quascierana", in seguito "Rocca de Guasserana". Il toponimo trae origine dal termine germanico gwass che significa "vassallo".
Sotto la dominazione degli Svevi appartenne al normanno Giovanni Moscabruno capitano di re Manfredi. Con l'avvento di Carlo I d'Angiò la terra di Roccabascerana nel 1269 fu concessa a Ruggiero di Burson, milite francese e nel 1271 al figlio Riccardo di Burson.
Durante il regno della regina Giovanna il feudo pervenne ai Della Marra, a cui fu tolta nel 1464 dal re Ferrante I d'Aragona a seguito della ribellione di Antonio della Marra. Nel 1467 il feudo passò agli Sperone; nel 1482 ai Dentice e nel 1484 ai Brancaccio. Nel 1486 passò agli Spinelli che lo tennero sino al 1560 quando passò ai D'Aquino. Nel 1669 il feudo entrò nel possesso dei Capecelatro che nel 1712 lo vendettero ai Della Leonessa principi di Sepino e Duchi di S. Martino. Questi ultimi lo tennero sino alla fine della feudalità nel 1806 .

## Società

### Evoluzione demografica
Abitanti censiti

## Amministrazione
Di seguito è presentata una tabella relativa alle amministrazioni che si sono succedute in questo comune.
| Periodo | Periodo   | Primo cittadino    | Partito                              | Carica  | Note |
| ------- | --------- | ------------------ | ------------------------------------ | ------- | ---- |
| 1946    | 1952      | Quirino Principe   | Partito Comunista Italiano           | Sindaco |      |
| 1952    | 1953      | Antonio Russo      | Democrazia Cristiana                 | Sindaco |      |
| 1953    | 1956      | Saverio Piantadosi | Democrazia Cristiana                 | Sindaco |      |
| 1956    | 1969      | Carlo Piantadosi   | Democrazia Cristiana                 | Sindaco |      |
| 1969    | 1970      | Massimo Covino     | Democrazia Cristiana                 | Sindaco |      |
| 1970    | 1990      | Giulio Buonavita   | Democrazia Cristiana                 | Sindaco |      |
| 1990    | 1992      | Pasqualino Izzo    | Democrazia Cristiana                 | Sindaco |      |
| 1992    | 1992      | Armando Amabile    | commissario prefettizio              | Sindaco |      |
| 1993    | 1993      | Giulio Buonavita   | Democrazia Cristiana                 | Sindaco |      |
| 1993    | 1997      | Aurelio Rossi      | Democrazia Cristiana                 | Sindaco |      |
| 1997    | 2000      | Natalino Renna     | Udeur                                | Sindaco |      |
| 2000    | 2001      | Mario La Montagna  | commissario prefettizio              | Sindaco |      |
| 2001    | 2003      | Natalino Renna     | Udeur                                | Sindaco |      |
| 2004    | 2005      | Antonio Covino     | lista civica                         | Sindaco |      |
| 2005    | 2006      | Lelio Recinto      | commissario prefettizio              | Sindaco |      |
| 2006    | 2011      | Vincenzo Testa     | Democrazia è Libertà - La Margherita | Sindaco |      |
| 2011    | 2016      | Saverio Russo      | lista civica                         | Sindaco |      |
| 2016    | in carica | Roberto Del Grosso | lista civica Il ponte                | Sindaco |      |

## Sport
L'A.S.D. US Roccabascerana gioca nel campionato provinciale Terza Categoria di Avellino. Venne fondata il 21 settembre 1985 dai giovani del luogo. Per i primi due anni, vista la mancanza di un impianto sportivo a Roccabascerana, ha giocato sul campo di Rotondi. Nel 1987 viene inaugurato il suo impianto sportivo, allora denominato "San Giorgio", poi denominato "Massimo Pirone" (dal nome di uno dei fondatori della squadra), dove disputa ancora oggi le sue partite casalinghe. Nel 1991 vinse il campionato di Terza Categoria, accedendo così al Campionato Regionale di Seconda Categoria. La società di allora, per permettere ai ragazzi che per la prima volta si affacciavano al calcio di crescere e divertirsi in un campionato federale, decise di formare due squadre: una, l'U.S. Roccabascerana, militante in Terza Categoria e un'altra, la Silvestri Linea Ceramica, militante in Seconda Categoria. Le due squadre esistettero per due anni, dopodiché, viste le innumerevoli difficoltà per portare avanti questo progetto, si decise di ritornare ad un'unica squadra, ossia quella storica U.S. Roccabascerana.
Nella stagione sportiva 2013/2014, stagione che vede per la prima volta l'introduzione del sistema dei playoff anche per la Terza Categoria di Avellino, l'U.S. Roccabascerana disputa un ottimo campionato, arrivando a giocare (e perdere) la finale playoff contro il Real Pietrastornina.
Nella stagione 2014/2015 arriva il cambio di denominazione (viene trasformata in Associazione Sportiva Dilettantistica) ed il riconoscimento da parte del C.O.N.I.